# Metodologia Científica do Treinamento Desportivo
Metodologia Científica do Treinamento Desportivo é um livro de 1979 de autoria de Manoel Tubino. Foi a primeira obra voltada ao treinamento esportivo no Brasil, sendo, por isso, considerado um marco na literatura da Educação Física brasileira.
Segundo o artigo "Treinamento esportivo", de Tubino e DaCosta "esta obra organizou o conhecimento do treinamento esportivo até então esparso, adicionou inovações vindas do exterior e deu um sentido prático e didático ao tema antes balizado mais por teorias".
Além disso, foi este livro que projetou, nacional e internacionalmente, o doutor Tubino como um dos maiores cientistas mundiais no campo do treinamento esportivo.